# Moskgha incurva
Moskgha incurva är en insektsart som beskrevs av Deeming och Webb 1982. Moskgha incurva ingår i släktet Moskgha och familjen dvärgstritar. Inga underarter finns listade i Catalogue of Life.